# Бостад
Бостад (швед. Båstad) — город на юге Швеции, административный центр Бостадской коммуны в лене Сконе.

## История
Известен с середины XV века, когда провинция Сконе принадлежала Дании. В 1462 году стал городом, а в 1513 году его городские привилегии были подтверждены вторично. После перехода в 1658 году Сконе под власть Швеции город утратил своё значение. Численность его жителей в то время составляла всего 200 человек.
В 1971 году город получил статус административного центра Бостадской коммуны.

## Спорт
С 1948 года в Бостаде проводится мужской Открытый чемпионат Швеции по теннису — летний турнир на грунтовых кортах. Открытый чемпионат Швеции по теннису в одиночном разряде среди женщин проходил в Бостаде с 1948 по 1990 годы, затем был перенесён в Стокгольм, а начиная с 2009 года получил официальный статус турнира Женской теннисной ассоциации и проводится в Бостаде в одиночном и парном разрядах.

## Города-побратимы
Город-побратим коммуны Бостад:
- Хуннестед[2]

## Известные горожане
- Агард, Карл Адольф (1785—1859) — ботаник.
- Агард, Юн Мортимер (1812—1862) — астроном.
- Графф, Ларс (1960—) — один из наиболее авторитетных теннисных судей.
- Яррид, Андерс (1961—) — теннисист, победитель всех турниров Большого шлема в парном разряде.